# Carrollton (Georgia)
Carrollton è una città degli Stati Uniti d'America, situata nella contea di Carroll nello Stato della Georgia.